# Sidobangun
Sidobangun is een bestuurslaag in het regentschap Lamongan van de provincie Oost-Java, Indonesië. Sidobangun telt 382 inwoners (volkstelling 2010).